# سنت جورج، باربادوس
سنت جورج، باربادوس (به لاتین: Saint George, Barbados) یک منطقهٔ مسکونی در باربادوس است.

## خصوصیات
سنت جورج ۴۴ کیلومترمربع مساحت و ۱۹٬۷۶۷ نفر جمعیت دارد.